# Hrabstwo Anderson (Kentucky)
Hrabstwo Anderson (ang. Anderson County) – hrabstwo w stanie Kentucky w Stanach Zjednoczonych. Obszar całkowity hrabstwa obejmuje powierzchnię 204,28 mil² (529,08 km²). Według spisu United States Census Bureau w roku 2010 miało 21 421 mieszkańców.
Hrabstwo powstało w 1827 roku. 
Na jego terenie znajduje się miejscowość Lawrenceburg.

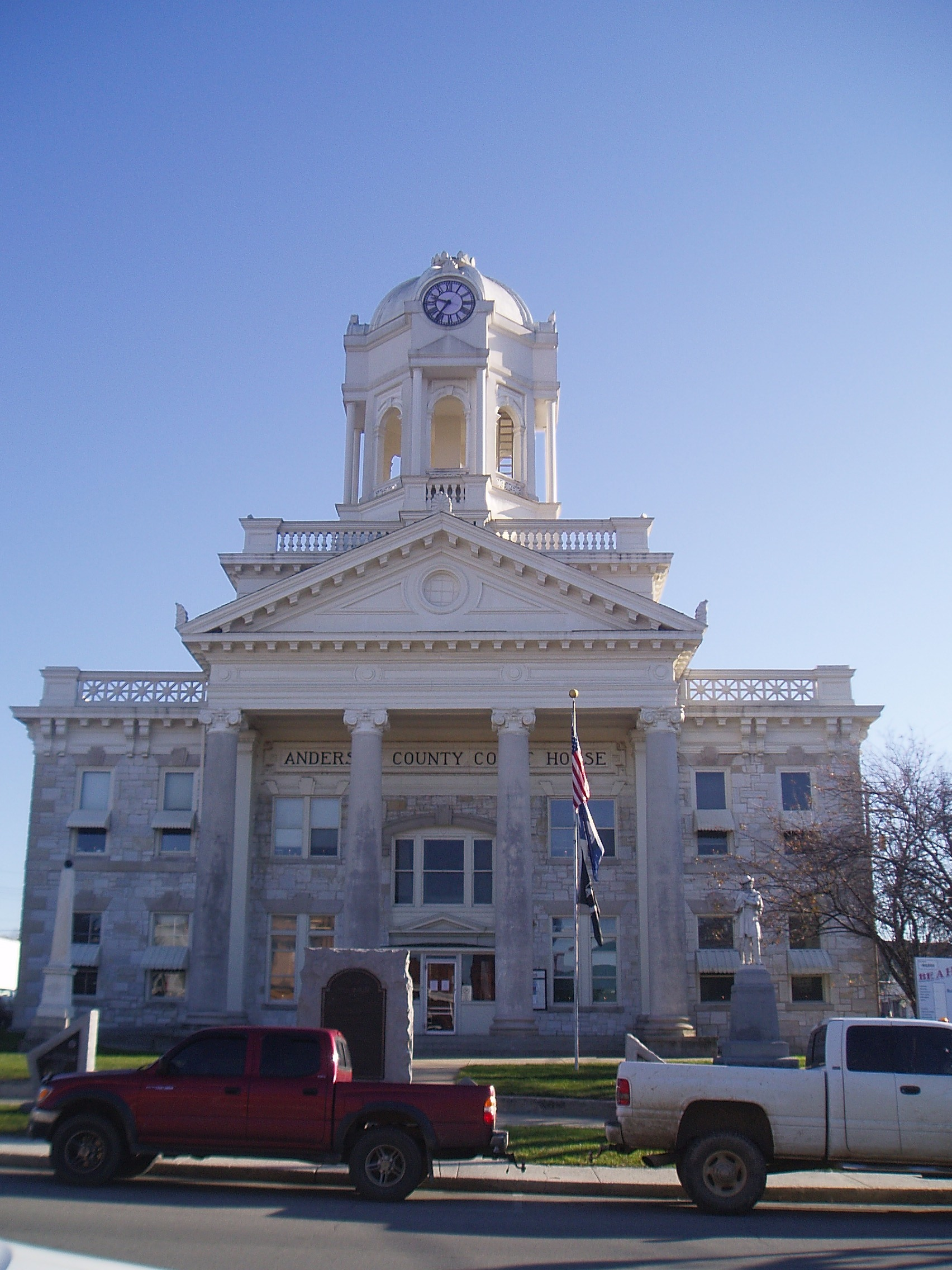
Budynek administracji (courthouse) w Lawrenceburgu

| Populacja hrabstwa w poprzednich latach | Populacja hrabstwa w poprzednich latach |
| Rok                                     | Liczba ludności                         |
| --------------------------------------- | --------------------------------------- |
| 1980                                    | 12 555                                  |
| 1990                                    | 14 571                                  |
| 2000                                    | 19 111                                  |
| 2010                                    | 21 421                                  |